# Museo nazionale d'Abruzzo
Le musée national des Abruzzes (en italien, Museo Nazionale d'Abruzzo), est un musée d’art et d'archéologie situé à L'Aquila dans la région des Abruzzes.

## Histoire
Le musée a été fondé en 1950.
Depuis le séisme de L'Aquila du 6 avril 2009, le musée national des Abruzzes est fermé à cause d'importants dégâts causés au château-musée.

## Description
Le musée national des Abruzzes, qui est le plus important musée artistique de la région des Abruzzes, est situé dans le château de L'Aquila. Il comporte 41 salles et occupe la cour, le premier et le second étage de l'édifice.
Au rez-de-chaussée, deux salles sont occupées par des restes archéologiques, dont nombre de stèles funéraires, ainsi que ceux d'un grand mammouth, l’Elephas meridionalis, retrouvés en 1954.
Au premier étage, dix salles conservent des sculptures et peintures datant de la fin du XIIe à celle du XVe siècle, dont des œuvres d'artistes anonymes, celles du maestro del Trittico di Beffi, de Silvestro dell'Aquila et de Saturnino Gatti, ainsi que des Vierges à l'Enfant.
Au second étage se trouvent des peintures, tissus et orfèvreries religieuses datant du début du XVIe à la fin du XXe siècle
Parmi les principaux artistes exposés figurent Nicola da Guardiagrele, Francesco da Montereale, Bartolomeo di Giovanni, Pompeo Cesura, Giovan Paolo Cardone, Giulio Bedeschini (it), le maître de Fossa.
Parmi les auteurs des œuvres modernes figurent Teofilo Patini et Francesco Paolo Michetti.

## Sources
1. ↑  (it)« Archidiskon Meridionalis Vestinus », sur museonazionaleabruzzo.beniculturali.it.

- Notices d'autorité :   - VIAF
  - ISNI
  - LCCN
  - WorldCat

- (it) Cet article est partiellement ou en totalité issu de l’article de Wikipédia en italien intitulé « Museo nazionale d'Abruzzo » (voir la liste des auteurs).